# アン☆ドゥ
アン☆ドゥ（アンドゥ）とは、大阪府出身（大東市生まれ、南河内郡美原町（現堺市美原区）育ち）の一卵性の双子のタレントである、森下雅美と森下里美で組まれたユニット。an☆doとも表記(以前は[an][do]だった)。松竹芸能所属。かつては「森下姉妹」名義で活動していた。

## メンバー
- 森下 雅美（もりした まさみ、1972年2月26日 - ）姉。身長168cm。スリーサイズはB82cm、W58cm、H88cm。血液型O型。
- 森下 里美（もりした さとみ、1972年2月26日 - ）妹。身長168cm。スリーサイズはB82cm、W58cm、H88cm。血液型O型。

## 経歴
- デビューのきっかけはミス・ユニバース近畿大会で2人とも最終審査に残ったことで、スカウトされモデルに。『ナイトinナイト』（朝日放送テレビ）の公開オーディションで、2人一緒に選ばれ芸能界に入り、タレント活動を始める。
- 『続!ボキャブラ天国』（フジテレビ）では｢銀河のふたりっ子｣というキャッチコピーで｢アンドゥ星からやってきた双子の宇宙人｣という設定で出演したが、結果は｢つまらない｣や｢ゴミ(評価に値しない)｣と低い評価が続き、スタジオでウケなかったためカットされるといった始末だったため、設定をすべて捨てて普通の格好で出演、キャッチコピーも｢路線変更｣に変わった。
- 共に芸能人女子フットサルチーム「蹴竹G」に所属していたが、2006年11月30日の「SPHERE LEAGUE すかいらーくグループシリーズFinalステージ」をもって退団。
- 2人ともマラソンの大会に多く出場、特に里美は2007年10月25日に出場した河口湖フルマラソンで、東京国際女子マラソンへの出場権を獲得したほどである。
- 2004年11月、雅美が結婚。その以前の30歳の時に乳癌を宣告され、ホルモン治療を2008年5月まで続けた。その間の闘病経験をもって講演会を行うなど、ピンクリボン活動に参加している。また、著書『支え 乳がんからの生還』（講談社）を出版している。2012年3月待望の妊娠が判明。同年9月25日、男児を出産。
- 2008年5月、里美が結婚（同月に妊娠が判明）。2009年1月に女児を出産（同時期のブログ（外部リンク参照）より）。
- テレビショッピング専門チャンネル『QVC』において、二人がプロデュース・セレクトをしているブランド『＆LOVE（アンドラブ）』を紹介。人気を博している。放送の際には二人で出演することが多い。

## 出演

### テレビ
日本テレビ
- すっぴんDNA
- おもいっきりテレビスペシャル

TBS
- ワンダフル
- ウンナンのホントのトコロ
- ジャスト

フジテレビ
- ボキャブラ天国 - キャッチコピーは銀河のふたりっこ → 路線変更
- ふーふーごはん

テレビ朝日
- タモリ倶楽部
- 真相究明!噂のファイル
- 世界の仰天ビックリ超人大追跡スペシャル
- 発見!ふるさとここだけ物語

テレビ東京
- 全日本スノーボード選手権
- ツインズ

TOKYO MX
- ターゲットは伊豆諸島

NHK衛星第2
- 日本を見つめよう！私の好きな長崎
- ATP賞（1998年〜2001年）

テレビショッピング専門チャンネル・QVC
- 『＆LOVE（アンドラブ）』を紹介する際に出演。

### CM
- スリー・エフ
- NTTパーソナル
- アサヒビール「生一丁」

### 映画
- 女 TARGET 的（里美主演）
- 下妻物語（里美出演）

その他多数出演。